# Hrant Matewosjan

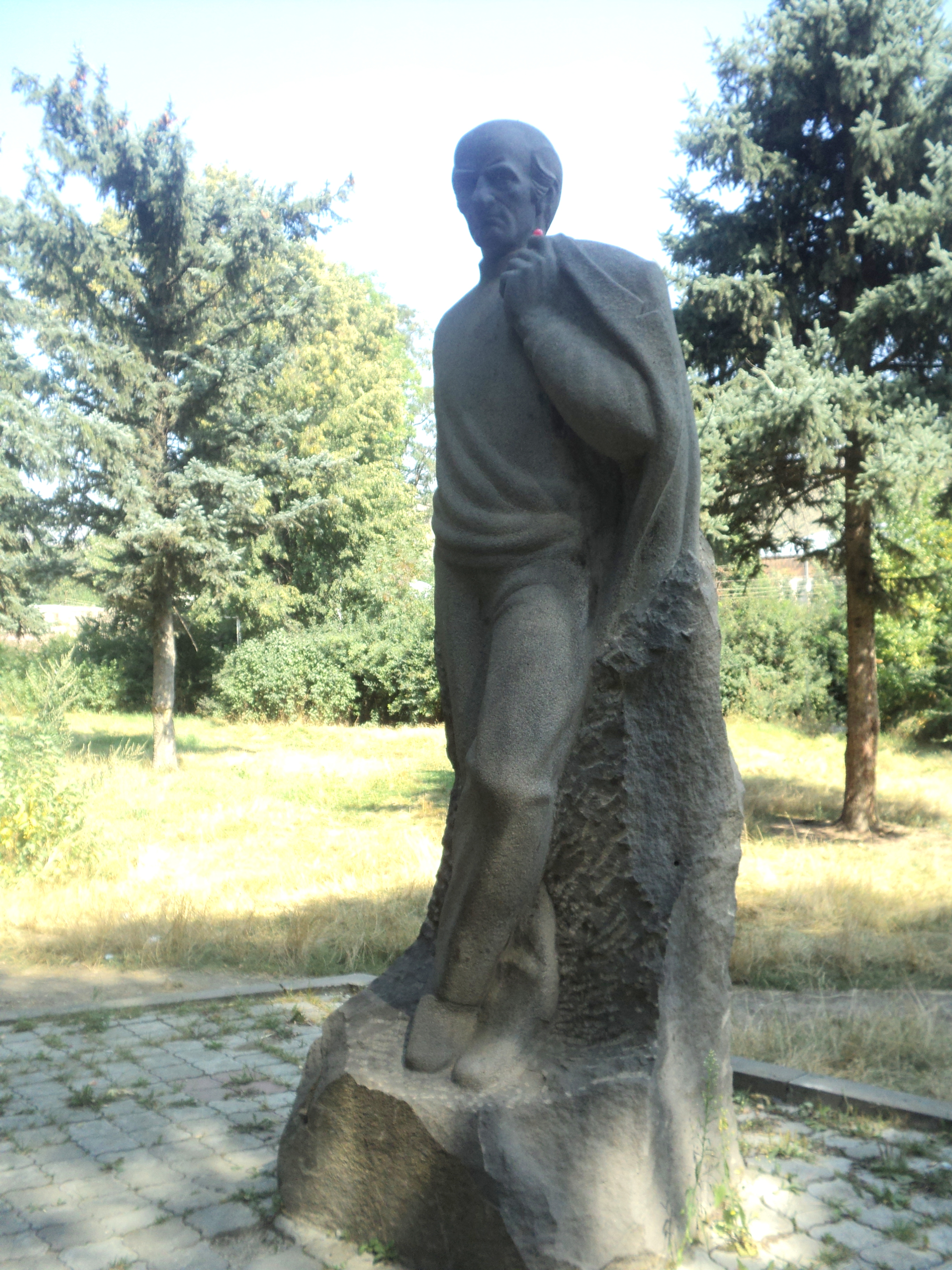
Pomnik Hranta Matewosjana w Wanadzor autorstwa Sewo

Hrant Matewosjan, orm. Հրանտ Մաթևոսյան (ur. 12 lutego 1935 w Ahnidzor koło Dzaghidzor (ob. Tumanian), zm. 18 grudnia 2002 w Erywaniu) – ormiański pisarz i scenarzysta. 
Studiował w Instytucie Pedagogicznym w Kirowakanie, a następnie w latach 1958–1962 w Erywańskim Instytucie Pedagogicznym. W 1967 ukończył wyższe kursy dla scenarzystów w Moskwie.  
Pierwsza publikacja ukazała się pod tytułem Ahnidzor i była poświęcona problemom wiejskiego życia. We wczesnej twórczości akcentował znaczenie tradycji historycznej Ormian – ludu pasterzy (m.in. opowieści Pomarańczowy tabun 1962, wydanie polskie 1977).

## Twórczość

### Zbiory
- Ogostos (tłum. sierpień; 1967)
- Carrery (tłum. drzewa; 1978)
- Mer wazky (tłum. nasz bieg; 1978)
- Tery (tłum. pan; 1983)

### Publicystyka, eseje, artykuły
- Mecamor
- Spitak tychti ardżew (tłum. przed białym arkuszem papieru)
- Jes jes jem (tłum. ja to ja)

## Nagrody
- Nagroda miesięcznika Drużba narodow (1967)
- Państwowa Nagroda Literacka Armeńskiej SRR (1984)
- Medal Mesropa Masztoca (1996)